# Martino Fruet
Martino Fruet (né le 21 juillet 1977 à Levico Terme) est un coureur cycliste italien, spécialisé en VTT,.

## Palmarès en VTT

### Championnats du monde
- Mont Sainte-Anne 1998
  - 5e du cross-country espoirs
- Åre 1999
  -  Médaillé de bronze du cross-country espoirs
- Vail 2001
  - 9e du cross-country
- Lugano 2003
  - 10e du cross-country
- Les Gets 2004
  - 5e du relais par équipes
  - 9e du cross-country
- Rotorua 2006
  - 19e du cross-country marathon
  - 23e du cross-country
- Mont Sainte-Anne 2010
  - 25e du cross-country

### Coupe du monde
- Coupe du monde de cross-country
  - 2000 : 17e du classement général[3], vainqueur de la manche de Mazatlan

- Coupe du monde de cross-country à assistance électrique
  - 2022 : 16e du classement général
  - 2023 : 18e du classement général

### Championnats d'Europe
- Špindlerův Mlýn 1995
  -  Médaillé d'argent du cross-country juniors
- Porto de Mós 1999
  -  Médaillé de bronze du cross-country espoirs
- Wałbrzych 2004
  - 7e du cross-country

### Championnats nationaux
- 2002
  -  Champion d'Italie de cross-country
- 2005
  - 2e du cross-country
- 2006
  - 3e du cross-country
- 2011
  - 2e du cross-country